# Christian Mayer (astronomo)

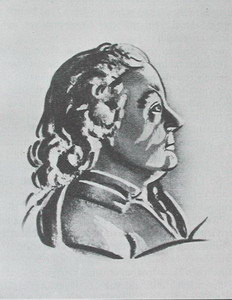
Christian Mayer

Christian Mayer (Modřice, 20 agosto 1719 – 16 aprile 1783) è stato un astronomo e gesuita ceco.

## Biografia
La sua formazione comprende lo studio del greco, del latino, di matematica, filosofia e teologia, ma il luogo in cui ha studiato non è noto.
Attorno ai vent'anni decise di diventare un gesuita, un cammino che lo costrinse ad abbandonare la sua casa a per via della disapprovazione paterna. Entrò a far parte della Compagnia di Gesù a Mannheim nel 1745. Al termine del suo percorso, divenne insegnante di materie umanistiche.
Dal 1752 la sua reputazione divenne tale che fu scelto come professore di matematica e fisica a Heidelberg. Nello stesso periodo sviluppò un grande interesse verso l'astronomia. 

## Curiosità
- Il cratere lunare C. Mayer è stato chiamato così in suo onore.